# Place Paul-Vaillant-Couturier
La place Paul-Vaillant-Couturier est un carrefour majeur d'Issy-les-Moulineaux,.

## Situation et accès
Quatre voies importantes de la ville convergent vers cette place: La rue du Général-Leclerc, le boulevard Gambetta, la rue Ernest-Renan et le boulevard Voltaire.
Sur cette place se trouve la station de métro Corentin-Celton, sur la ligne 12 du métro de Paris.

## Origine du nom
Cette avenue a pris dans les années 1930 le nom de l'homme politique français Paul Vaillant-Couturier (1892-1937).

## Historique

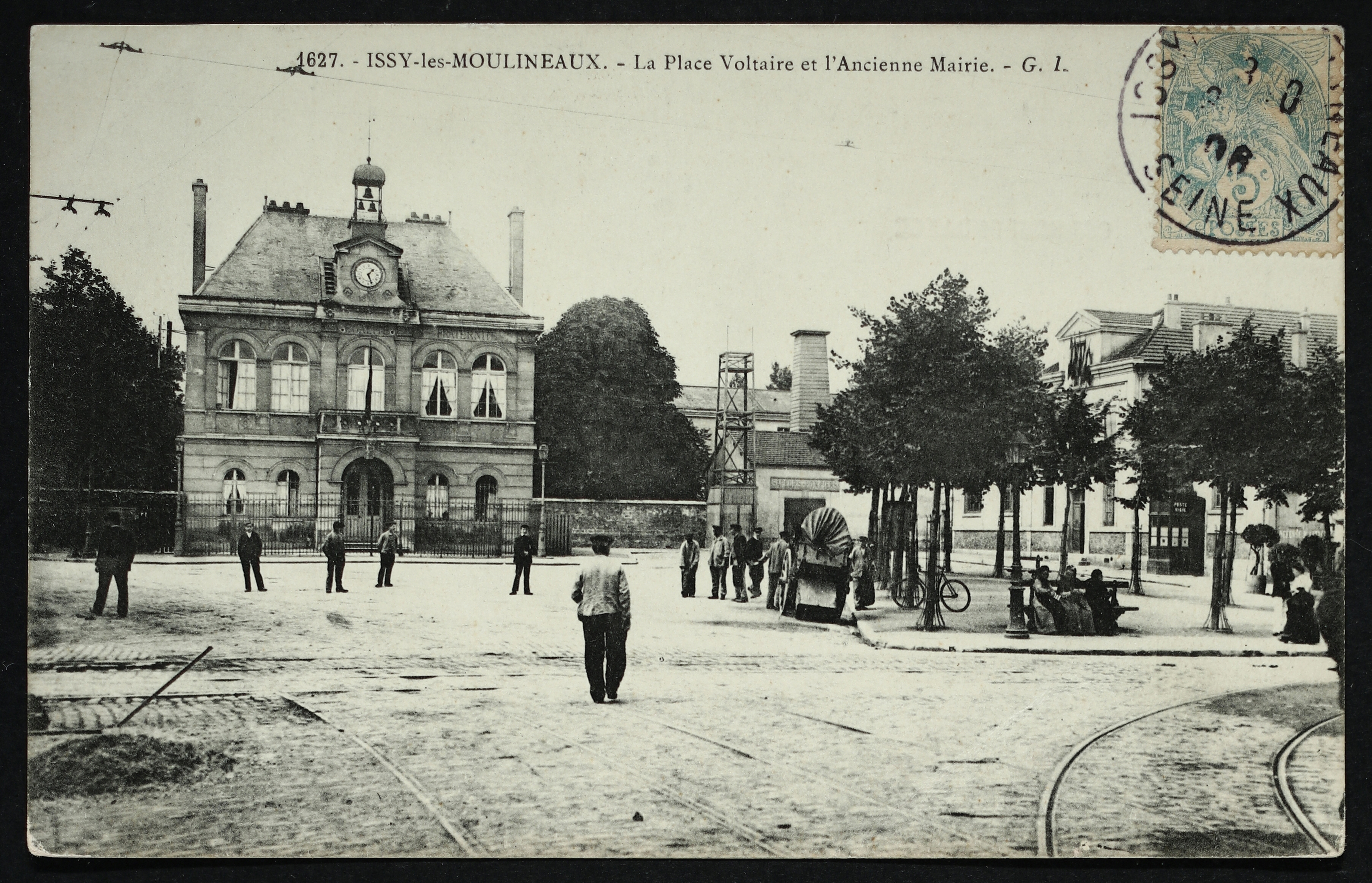
L'ancienne mairie, vers 1900.

Cet endroit situé au croisement de la Grande-Rue entre Paris et Versailles et de l'axe Clamart/Vanves/Boulogne, fut pour cette raison choisi pour construire la première mairie de la ville, qui fut inaugurée en 1857.

## Bâtiments remarquables et lieux de mémoire
- Hôpital Corentin-Celton, et emplacement de l'ancien Hospice des Petits-Ménages.
- Marché Corentin-Celton[4].
- Emplacement de l'ancienne mairie[5], utilisée jusqu'en 1895.
- Statue Le repos du soir, œuvre d'Henri Coutheillas, installée en 1935[6].